# 키시다 메루
키시다 메루(일본어: 岸田 メル, 남성, 1983년 9월 3일 ~ )는 일본의 삽화가이다. 아이치현 나고야시 출신이며 이전에는 배우로 지내기도 했다.

## 약력
고등학생 때 나고야의 극단에서 연극 활동 을 하면서 실용서 표지 등의 삽화를 그리는 활동도 병행했다. 극단 해산 이후에는 삽화가로 전향했으며 2004년 프로 삽화가로 데뷔했다. 주로 라이트 노벨이나 단발성 삽화를 담당하고 있다. 2009년에 발매된 PS3 게임 《로로나의 아틀리에》의 캐릭터 디자인을 담당했으며 2010년 1월 방송 애니메이션 《소·라·노·오·토》의 원안을 담당했고, 2011년 4월 방송 애니메이션 《꽃이 피는 첫걸음》 캐릭터 원안을 담당했다.

## 인용
1. ↑  アトリエシリーズオフィシャルクロニクル より。
2. 1 2  Jin115 (Kotaku JAPAN). “［オレ的と行く#5］岸田メルさんに聞くイラストレーター生活”. 株式会社メディアジーン. 2010년 10월 9일에 원본 문서에서 보존된 문서. 2010년 10월 9일에 확인함.
3. 1 2  키시라 하지메(岸良一, きしら はじめ) 명의로 텔레비전 드라마, 킷즈 워 시리즈 (CBC) 에 출연한 바가 있다.